# 墨西哥瓜達拉哈拉聖殿
墨西哥瓜達拉哈拉圣殿是耶稣基督后期圣徒教会的第 105 座运营聖殿。 
墨西哥瓜達拉哈拉聖殿是墨西哥13 座运营中的聖殿之一。

## 歷史
墨西哥第一座聖殿位於墨西哥城，於 1983 年被奉獻。  從那時起，教會在墨西哥有了長足的發展。 瓜達拉哈拉聖殿位於薩波潘市，為該國第二大城市哈利斯科州和墨西哥西部其他地區的 60,000 多名成員提供服務。
2001 年 4 月 29 日，約有 6,500 名成員參加了瓜達拉哈拉聖殿的奉獻儀式。教會會長戈登·興格萊（Gordon B. Hinckley）主持並作了奉獻祈禱。 墨西哥瓜達拉哈拉聖殿總面積為 994 平方公尺，設有兩個教儀室和兩個印證室。